# Victor Mihalachi
Victor Mihalachi (Mirnoe, 24 de febrero de 1989) es un deportista rumano que compite en piragüismo en la modalidad de aguas tranquilas.
Ganó siete medallas en el Campeonato Mundial de Piragüismo entre los años 2010 y 2017, y quince medallas en el Campeonato Europeo de Piragüismo entre los años 2010 y 2021. En los Juegos Europeos de Minsk 2019 obtuvo una medalla de oro en la prueba de C2 1000 m.
Participó en los Juegos Olímpicos de Londres 2012, ocupando el séptimo lugar en la prueba de C2 1000 m.

## Palmarés internacional
| Campeonato Mundial | Campeonato Mundial          | Campeonato Mundial | Campeonato Mundial |
| Año                | Lugar                       | Medalla            | Competición        |
| ------------------ | --------------------------- | ------------------ | ------------------ |
| 2010               | Poznań (Polonia)            | Medalla de oro     | C2 500 m           |
| 2010               | Poznań (Polonia)            | Medalla de oro     | C2 1000 m          |
| 2011               | Szeged (Hungría)            | Medalla de oro     | C2 500 m           |
| 2011               | Szeged (Hungría)            | Medalla de bronce  | C2 1000 m          |
| 2014               | Moscú (Rusia)               | Medalla de oro     | C2 1000 m          |
| 2014               | Moscú (Rusia)               | Medalla de plata   | C2 500 m           |
| 2017               | Račice (República Checa)    | Medalla de plata   | C2 500 m           |
| Juegos Europeos    |                             |                    |                    |
| Año                | Lugar                       | Medalla            | Competición        |
| 2019               | Minsk (Bielorrusia)         | Medalla de oro     | C2 1000 m          |
| Campeonato Europeo |                             |                    |                    |
| Año                | Lugar                       | Medalla            | Competición        |
| 2010               | Corvera (España)            | Medalla de oro     | C2 500 m           |
| 2010               | Corvera (España)            | Medalla de bronce  | C2 1000 m          |
| 2011               | Belgrado (Serbia)           | Medalla de oro     | C2 500 m           |
| 2011               | Belgrado (Serbia)           | Medalla de bronce  | C2 1000 m          |
| 2012               | Zagreb (Croacia)            | Medalla de oro     | C2 1000 m          |
| 2012               | Zagreb (Croacia)            | Medalla de plata   | C2 500 m           |
| 2013               | Montemor-o-Velho (Portugal) | Medalla de plata   | C2 500 m           |
| 2013               | Montemor-o-Velho (Portugal) | Medalla de bronce  | C2 1000 m          |
| 2014               | Brandeburgo (Alemania)      | Medalla de plata   | C2 500 m           |
| 2014               | Brandeburgo (Alemania)      | Medalla de bronce  | C2 200 m           |
| 2016               | Moscú (Rusia)               | Medalla de plata   | C2 500 m           |
| 2017               | Plovdiv (Bulgaria)          | Medalla de plata   | C2 500 m           |
| 2018               | Belgrado (Serbia)           | Medalla de oro     | C2 500 m           |
| 2018               | Belgrado (Serbia)           | Medalla de plata   | C2 1000 m          |
| 2021               | Poznań (Polonia)            | Medalla de bronce  | C2 1000 m          |